# Verb (basc)
El verb basc és una característica molt original de la gramàtica basca. Mentre el lèxic actual basc presenta un 50% de paraules derivades del llatí, o d'altres llengües amb què ha estat en contacte, el verb basc és molt específic respecte les llengües indoeuropees que l'envolten o l'han envoltat. Per això es tracta del component de l'èuscar més ben estudiat.

## Infinitiu o participi-infinitiu
En euskara no hi ha pròpiament infinitiu i això és una primera dificultat quan el comparem amb llengües com el català que ha heretat els infinitius de la llengua llatina. Allò que s'acostuma a presentar com a infinitiu basc rep sovint en aquesta llengua el nom de participi-infinitiu i és la forma que es presenta en els diccionaris d'èuscar.
Aquest participi-infinitiu no té una marca pròpia, ja que al costat de formacions antigues d'infinitiu com egin, joan, edan, utzi o ebatsi apareixen unes altres formes acabades en -tu, que deriven d'un sufix clarament d'arrel llatina i aquest -tu ha permès crear tant formes noves sobre arrels basques com adoptar préstecs procedents del llatí mateix, del castellà, de l'occità gascó o del francès (barkatu, amatatu, gidatu…).

## Expressió dels temps i modes
Si en català determinats temps i modes presenten sempre formes sintètiques (vinc, venia, vindré…) i d'altres en presenten d'analítiques o compostes (vaig anar, hauria vingut), en eusquera tots els temps i modes són compostos amb les excepcions de dotze verbs, dels quals els més usuals són: izan "ésser", egon "estar", eduki "tenir", joan "anar", etorri "venir", ibili "caminar", eraman "portar", ekarri "dur" i jakin "saber", que han conservat formes fortes o analítiques. Qualsevol altre verb necessita per a conjugar-se els verbs forts izan "ésser" (verbs intransitius) o eduki "tenir" (verbs transitius) en funció d'auxiliars. L'expressió del temps, persona, nombre i mode és funció de l'auxiliar, mentre que l'aspecte queda reflectit en els sufixos que pot rebre l'arrel verbal a partir del participi-infinitiu segons aquest esquema:
- Participi-infinitiu: perfecte
- -T(Z)EN: acció habitual
- -KO /-EN: futur.

Així enfront del "(ho) veig, he vist, veuré" del català, en basc tindríem ikusten dut, ikusi dut, ikusiko dut, respectivament, mentre que per a "(el) veia, vaig veure, veuria" trobem ikusten nuen, ikusi nuen, ikusiko nuen.
Atès que les formes de l'arrel verbal acabades en -T(Z)EN expressen una acció habitual o com a mínim amb continuïtat en el temps, tant en present como en passat, només cobreixen parcialment un dels sentits del present i pretèrit imperfet del català, que serveixen tant per a l'expressió d'accions habituals com puntuals ("ve / venia cada dia", "ja ve", etc.), mentre que el present també pot tenir sentit de futur ("diu que després ve"). Per començar, en basc, qualsevol acció que passi en el futur ha d'expressar-se obligatòriament en futur (així la traducció de "després ve" seria sempre gero etorriKO da, i mai *gero etorTZEN da), cosa que ja restringeix l'ús del present habitual basc enfront del present català. Vegem ara com s'expressa una acció puntual. En el cas dels verbs assenyalats a sobre que han mantingut les seves formes fortes sintètiques, aquestes serveixen precisament per a l'expressió d'acció puntual, i en els altres verbs es recorre a una perífrasi mitjançant els verbs aritu o jardun "ocupar-se en quelcom" (anglès to do).
Així ens quedaria el següent esquema:
- ve (present habitual) = etortzen da
- ve (present puntual) = dator
- ve (futur) = etorriko da
- torna (present habitual) = itzultzen da
- torna (present puntual) = itzultzen ari da
- torna (futur) = itzuliko da

## Persones i règim verbal
El verb basc té un caràcter pluripersonal, mentre que les llengües indoeuropees es marca el temps, l'aspecte i el mode, així com la persona i nombre del subjecte, en el cas del verb basc es marca també la persona i el nombre del complement directe i de l'indirecte. Així, el verb incorpora mitjançant morfemes inserits a l'auxiliar funcions que en altres llengües fan els pronoms febles, de manera que una traducció molt literal de l'auxiliar pot incloure els pronoms. Per exemple una traducció de (eraman) diet seria "els hi he (donat)".
Si per exemple en català es diu "veig una casa, veig dues cases, et veig a tu" (mateix subjecte, diferent objecte directe) i la forma verbal "veig" roman invariable, no passa el mateix en eusquera, en el que es diu etxe bat ikusten DUT, bi etxe ikusten DITUT, zu ikusten ZAITUT, essent -t la marca del subjecte de primera persona de singular però canviant la resta de l'auxiliar en canviar la persona i nombre del complement directe.
La conjugació dels verbs depèn de quins complements porti a la frase, que és el que dona lloc als diferents règims verbals. En anomenar-los cal tenir en compte que el basc és una llengua ergativa, en que el cas que en les oracions intransitives marca el subjecte (nor) en les transitives marca l'objecte directe. Així tenim els següents règims, anomenats segons els casos amb els que concorda:
- Nor: oracions intransitives sense objecte indirecte. El verb auxiliar és l'izan (ser) a diferència dels altres règims que fan servir l'edun.[1] És el règim més senzill perquè només ha de concordar amb el subjecte. Exemples: erori naiz (he caigut), erori da (ha caigut), erori dira (han caigut).
- Nor-nori: oracions intransitives amb objecte indirecte (nori). Exemples: edalontzia erori zait (m'ha caigut el got), edalontzia erori zaio (li ha caigut el got), edalontzia erori zaie (els ha caigut el got), edalontziak erori zaizkie (els han caigut els gots).
- Nor-nork: oracions transitives.
- Nor-nori-nork: oracions transitives amb objecte directe i indirecte.